# Nazionale maschile di hockey su ghiaccio della Gran Bretagna
La nazionale di hockey su ghiaccio maschile della Gran Bretagna (British men's national ice hockey team) è controllata da Ice Hockey UK, la federazione britannica di hockey su ghiaccio, ed è la selezione che rappresenta il Paese nelle competizioni internazionali di questo sport.
Nel 1908 la federazione britannica è stata uno dei fondatori della International Ice Hockey Federation. La squadra, oggi allenata da Peter Russell, è stata oro olimpico nel 1936 e bronzo nel 1924. Ha inoltre vinto l'Europeo 1910.

## Risultati olimpici e mondiali
La nazionale di hockey su ghiaccio maschile del Regno Unito ha partecipato ad alcune edizioni dei Giochi olimpici invernali.
Il migliore risultato in assoluto l'ha ottenuto ai IV Giochi olimpici invernali di Garmisch-Partenkirchen 1936 riuscendo a conquistare la medaglia d'oro, mentre l'argento fu vinto dal Canada e il bronzo dagli Stati Uniti.
La nazionale vanta anche un'altra medaglia olimpica, un bronzo, che si è aggiudicata ai I Giochi olimpici invernali di Chamonix-Mont-Blanc 1924 e altri due risultati di prestigio, ovvero un 4º posto ai II Giochi olimpici invernali di Sankt Moritz 1928 e un quinto posto ai V Giochi olimpici invernali di Sankt Moritz 1948.
La compagine ha vinto anche medaglie in occasione dei campionati mondiali: due argenti iridati, conquistati rispettivamente nell'edizione del 1937 e del 1938 e un bronzo nel 1935.

## Roster attuale
Portieri
- Nathan Craze (Belfast Giants)
- Jody Lehman (Sheffield Steelers)
- Stevie Lyle (Belfast Giants)
- Stephen James Murphy (Manchester Phoenix)

Difensori
- Kyle Horne (Edinburgh Capitals)
- Leigh Jamieson (Coventry Blaze)
- Shane Johnson (Belfast Giants)
- Danny Meyers (Nottingham Panthers)
- Ben O’Connor (Coventry Blaze)
- Dave Phillips (Belfast Giants)
- Johnathon Weaver (Coventry Blaze)

Attaccanti
- Greg Chambers (Coventry Blaze)
- David Clarke (Nottingham Panthers)
- Russell Cowley (Coventry Blaze)
- Robert Dowd (Sheffield Steelers)
- Jason Hewitt (Sheffield Steelers)
- Phil Hill (Cardiff Devils)
- David Longstaff (Newcastle Vipers)
- Matt Myers (Nottingham Panthers)
- Greg Owen (Coventry Blaze)
- Jonathan Phillips (Sheffield Steelers)
- Colin Shields (Belfast Giants)
- Ashley Tait (Sheffield Steelers)
- Steve Thornton (Belfast Giants)
- Tom Watkins (Coventry Blaze)